# Rita Atria
Rita Atria (Partanna, 4 settembre 1974 – Roma, 26 luglio 1992) è stata una testimone di giustizia italiana.
Ufficialmente si tolse la vita a 17 anni una settimana dopo la strage di via D'Amelio, in cui perse la vita il magistrato antimafia Paolo Borsellino; avendo grande fiducia in Borsellino, aveva deciso di collaborare alle indagini su Cosa nostra. Tuttora ci sono dubbi se si sia trattato di un suicidio.
(Rita Atria)

## Biografia
Figlia di Vito Atria  e di Giovanna Cannova , nel 1985, all'età di undici anni, Rita Atria perse il padre, pastore affiliato a Cosa nostra, ucciso in un agguato. Alla morte del padre, si lega ancora di più al fratello Nicola ed alla moglie di lui, la diciottenne Piera Aiello (i due si erano sposati, con un matrimonio combinato, nove giorni prima dell'omicidio di Vito Atria). Da Nicola, anch'egli mafioso, Rita raccoglie le più intime confidenze sugli affari e sulle attività della mafia a Partanna. Nel giugno 1991 Nicola Atria viene ucciso e Piera Aiello, che era presente all'omicidio del marito, decide di denunciare i due assassini e collaborare con la polizia.
Nel novembre 1991, all'età di 17 anni, Rita decide di seguire le orme della cognata, rivolgendosi alla magistratura in cerca di giustizia per quegli omicidi. Il primo a raccogliere le sue rivelazioni è il giudice Paolo Borsellino, all'epoca procuratore di Marsala, al quale si lega come a un padre. Le deposizioni di Rita e di Piera, unitamente ad altre testimonianze, permettono di arrestare numerosi mafiosi di Partanna, Sciacca e Marsala e di avviare un'indagine sul deputato democristiano Vincenzino Culicchia, per trent'anni sindaco di Partanna.
Una settimana dopo la strage di via D'Amelio, in cui perse la vita il giudice Borsellino, Rita si uccise a Roma, dove viveva segretamente, lanciandosi dal settimo piano di un palazzo di viale Amelia 23.
Sua sorella Anna, in seguito, andò a vivere a Roma a sua volta.
Rita Atria per molti rappresenta un'eroina, per la sua capacità di rinunciare a tutto, anche all'affetto della madre (che la ripudiò e che dopo la sua morte distrusse la lapide a martellate), per inseguire un ideale di giustizia attraverso un percorso di crescita interiore che la portò dal desiderio di vendetta al desiderio di una vera giustizia. Rita Atria e Piera Aiello non possono essere definite collaboratrici di giustizia o "pentite", in quanto, pur avendo informato gli organi giudiziari dei reati mafiosi di cui erano a conoscenza, non sono mai state coinvolte direttamente in tali fatti. Correttamente le si definisce testimoni di giustizia, figura questa che è stata legislativamente riconosciuta con la legge n. 45 del 13 febbraio 2001.

## Ricordo
A lei è intitolato un capannone confiscato alla criminalità a Calendasco, in provincia di Piacenza, inaugurato il 12 maggio 2018 con la presenza di don Luigi Ciotti. È stato intitolato anche un punto di ritrovo presso l'istituto tecnico commerciale "P. Calamandrei" di Roma, dove la sua figura viene introdotta e ricordata, nel primo giorno di scuola, ai ragazzi delle prime classi.
Il 10 novembre 2023 inaugurato a Scordia (CT) un parco giochi, con campi di tennis e basket intitolato alla giovane, con la speranza che molti dei giovani di oggi possano prendere ispirazione da una ragazza così forte e determinata nel cercare di sconfiggere un male così radicato.
A lei è intitolata inoltre l'aula magna di uno dei Licei più importanti di Bologna, il Liceo Scientifico N. Copernico.

## Filmografia
- Non parlo più, regia di Vittorio Nevano – miniserie TV (1995)
- La siciliana ribelle, regia di Marco Amenta (2007). La pellicola è liberamente ispirata a Rita Atria, la cui parte è interpretata da Veronica D'Agostino; il film ha suscitato tuttavia una reazione negativa da parte di Piera Aiello, che ha accusato il regista di intenti speculativi.[10]

## Teatro
- Il mio giudice di Maria Pia Daniele (1993) scritto in versi sciolti e nei modi di una tragedia classica, narra la vicenda di Rita Atria testimone del giudice" Paolo Borsellino, raffigurata dall'autrice come una novella Antigone. La pièce di Maria Pia Daniele viene scelta da Tankred Dorst a rappresentare l'Italia al Festival internazionale di Drammaturgia Bonner 1994, ed ha musiche di Ezio Bosso. Realizzato per la televisione da Rai International con il titolo La ragazza infame, in collaborazione con il Teatro Stabile di Parma, regia di Gigi Dall'Aglio, interprete Elisabetta Pozzi, va in onda in America e in Australia ed è riproposto anche da RadioTre per “Teatri sonori” di Radio Rai; è in scena in russo con la compagnia del Teatro Stabile di Kaliningrad ed è libretto d'opera al Teatro Regio di Torino per Requiem per Rita Atria, musiche di Furio Di Castri e regia Walter Malosto. Nel decennale delle stragi di Capaci e di via D'Amelio, debutta in forma di monologo alla XXI edizione delle Orestiadi di Gibellina, diretto da Maria Pia Daniele. Lo spettacolo è anche radiotramesso dal programma radiofonico RadioTre Suite, partecipa a Teatri della Legalità ed è alle Ville Vesuviane per le Celebrazioni Leopardiane. Partecipa a numerose rassegne tra cui Un palcoscenico delle donne, a cura di Franca Rame e Dario Fo, "La Sicilia di Paolo" a cura del Teatro Stabile di Catania. Nel ventennale, con la regia dell'autrice, per la serata del Teatro di Roma in ricordo di Falcone e Borsellino, è a India, con l'egida di Libera di Don Ciotti è allestito anche da G.A.D. di Pistoia .
- Picciridda (2010): regia di Pietra Selva. Gruppo Orme e Gruppo Camaleonte.
- Rita e il Giudice: scritto e diretto da Marco Artusi, interpretato da Evarossella Biolo. Esordì al Teatro Excelsior di Padova il 17 gennaio 2020.
- Se ognuno di noi[11]... scritto e diretto da Luca Alberti e Silvia Civran, interpretato dalla compagnia teatrale del Liceo Galilei di Trieste con esordio il 26 ottobre 2020.